# Mariana Rondón
Mariana Rondón (Barquisimeto, Venezuela, 8 de maio de 1966) é uma diretora de cinema, roteirista, produtora e artista plástica venezuelana.

## Biografia
Estudou cinema na Escola Internacional de San Antonio dos Banhos, em Cuba e depois animação em França. 
Em 2007 dirigiu e produziu Postales de Leningrado, filme de carácter autobiográfico (seus pais eram guerrilheiros das FALN) que ganhou o grande prêmio Abraço no Festival de Cinema e Cultura de América Latina de Biarritz e Melhor filme no Festival do cinema venezuelano.
Em 2013 apresenta o filme Pelo malo no Festival de San Sebastián, resultando ganhadora por decisão unânime do júri do premeio Concha de Oro. 

## Filmografía
- Postales de Leningrado (2007)
- Pelo malo (2013)